# Jewgienij Podołczenko
Jewgienij Podołczenko, ros. Евгений Подольченко (ur. 7 lutego 1988 w Soligorsku) – białoruski szachista, arcymistrz od 2010 roku.

## Kariera szachowa
Pierwszy sukces w turnieju międzynarodowym odniósł w 2006 r., dzieląc III m. we Lwowie. W 2007 r. zwyciężył w międzynarodowych mistrzostwach Małopolski, rozegranych w Krakowie oraz podzielił I m. w Mińsku. W 2008 r. podzielił II m. (za Dmitrijem Andriejkinem, wspólnie z m.in. Aleksiejem Fiodorowem) w otwartym turnieju Inautomarket Open w Mińsku, wypełniając pierwszą normę na tytuł arcymistrza, natomiast w innym turnieju w tym mieście zajął I miejsce. W 2010 r. odniósł największy sukces w dotychczasowej karierze, zdobywając w Mińsku tytuł indywidualnego mistrza Białorusi. W turnieju tym wypełnił drugą arcymistrzowską normę, natomiast trzecią – podczas indywidualnych mistrzostw Europy w Rijece. Również w 2010 r. zadebiutował w narodowej reprezentacji na szachowej olimpiadzie w Chanty-Mansyjsku.
Najwyższy ranking w dotychczasowej karierze osiągnął 1 maja 2010 r., z wynikiem 2523 punktów zajmował wówczas 9. miejsce wśród białoruskich szachistów.